# Gustaviana Schröder
Gustaviana Schröder, född i Stockholm 1701, död 30 maj 1763, var en svensk sångerska; hovsångerska, konsertsångare och vokalist vid Hovkapellet från 1740 till 1763. 
Schröders föräldrar var från Tyskland, men hade bosatt sig i Stockholm före hennes födelse. Hon var syster till Sophia Schröder, som år 1726 blev den första av sitt kön, tillsammans med Judith Fischer, som fick en officiell anställning vid Hovkapellet. Då Judith Fischer tog avsked år 1740, rekommenderades Gustaviana Schröder som hennes ersättare den 30 maj 1740; "i anseende till dess nijt och förfarenhet i Musiquensom för det hon i många åhr wid Hof Capelet utan wedergällning uppwachtat".
Systrarna Schröder och Fischer var de enda tre kvinnor som blev officiellt avlönade av ordinarie kapellstaten; de två övriga sångerskorna, Hedvig Witte och Cecilia Elisabeth Würzer, fick sin lön inofficiellt respektive från den hertigliga hovstaten. Hon förblev ogift och arbetade vid Hovkapellet till sin död. 
År 1746 beskrevs hon av kapelldirektören friherre Carl Gustaf von Düben som "ännu den bästa röst som Kongl. Hof Capellet hawfer".  Gustaviana Schröder medverkade bland annat i en duett med hovsångare Andreas Erhardt vid invigningen av den nuvarande Drottningholmsteaterns föregångare år 1754.     I en förteckning över Hovkapellets medlemmar år 1761, uppgavs att hon hade varit i tjänst sedan 1739, och att hon år 1761 inte kunnat arbeta på några år.  
Gustaviana Schröder är begravd i Riddarholmskyrkan i Stockholm.